# Rosine Elisabeth Menthe
Rosine Elisabeth Menthe, född 1663, död 1701, var morganatisk gemål till furst Rudolf August av Braunschweig-Wolffenbüttel.